# Песенник Ажуда
«Пе́сенник Ажу́да» (Cancioneiro da Ajuda) — наиболее древний из трёх основных сохранившихся средневековых сборников светских кантиг на галисийско-португальском языке конца XIII века. Название песенника происходит от места его хранения — библиотеки дворца Ажуда (Palácio Nacional da Ajuda) в Лиссабоне.
Данное собрание наряду с «Песенником Национальной библиотеки» (Cancioneiro da Biblioteca Nacional или «Колоччи-Бранкути») и «Песенником Ватикана» (Cancioneiro da Vaticana) является одним из основных первоисточников светских кантиг трубадуров Пиренейского полуострова. С одной стороны, сборник представляет собой ценность как рукопись XIII века, с другой — как литературный памятник первого и общего для иберийских королевств литературного течения на новом романском языке, каким стала лирика на галисийско-португальском языке. При этом в восточной части полуострова доминировала поэзия на провансальском языке.

## Описание
Рукопись сборника была найдена в начале XIX века в Лиссабоне. Впервые песенник был издан частично в 1823 году в Париже британским дипломатом Чарльзом Стюартом тиражом 25 экземпляров. Второе издание вышло в 1849 году. До сих пор классическим считается фундаментальное критическое издание в 2-х томах Каролины Михаэлиш де Вашкоселуш (Carolina Michaëlis de Vasconcelos, 1851—1925), вышедшее в 1904 году.
Манускрипт имеет сходство со сборником паралитургических Кантиг Святой Марии (Cantigas de Santa Maria), составленного при дворе кастильского короля Альфонсо X. Однако в отличие от альфонсинских кодексов «Песенник Ажуда» не содержит нотации. Песни записаны на пергаменте готическим шрифтом. Работа над манускриптом не была завершена, поскольку в нём имеются чистые листы и незаполненные места для нотации. Таким образом, все песни сборника представлены без нотации. Не полностью закончено иллюминирование и орнаментация рукописи.

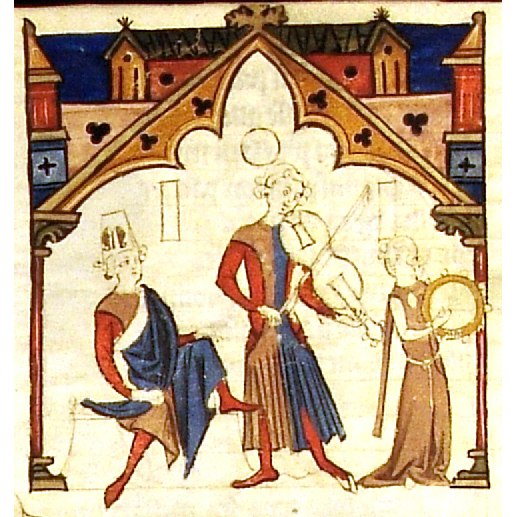
Миниатюра из Песенника Ажуда: знатный господин, жонглёр и девушка с пандейру

Для сокращённого обозначения кантиги сборника используется буква «А» (от Ajuda) с её порядковым номером, или «CA». Например: Cantiga da Ribeiriña (No mundo nom me sei parelha — Cancioneiro da Ajuda, A 38).
Все кантиги собрания являются образцами куртуазной поэзии, были написаны под влиянием творчества провансальских трубадуров и созданы до правления короля Диниша I. Сборник содержит преимущественно песни о любви (cantigas de amor). Из общего числа 310 кантиг в манускрипте представлены 295 песен о любви, 4 песни насмешки и злословия и 11 кантиг неопределённого жанра.
В рукописи отсутствуют разделы других основных жанров лирики галисийско-португальских трубадуров: кантиг о друге (cantigas de amigo) и кантиг насмешки и злословия (cantigas de escárnio e maldizer).
Данный факт послужил основанием для гипотезы Каролины Михаёлиш де Вашкоселуш, что «Песенник Ажуда» являлся частью более полного несохранившегося общего собрания кантиг (Cancioneiro Geral galaico-português).
Итальянский медиевист Джузеппе Тавани (Giuseppe Tavani) провёл сравнительный анализ трёх основных песенников (CA, CB, CV) и предположил, что дошедший до наших дней «Песенник Ажуда» являлся частью копии более раннего сборника, содержавшего песни всех трёх главных жанров светских кантиг. Во всяком случае, гипотеза о том, что CA служил оригиналом для сборников CB и CV, не может приниматься во внимание хотя бы потому, что в последних двух отсутствуют 64 кантиги из «Песенника Ажуда».

## Авторы
Все 38 авторов песенника в рукописи были представлены анонимно. Их имена были восстановлены по аналогичным произведениям, сохранившимся в «Песеннике Национальной библиотеки Португалии» и «Ватиканского песенника». Имена 5 авторов точно определить не удаётся. Кроме этого спорно авторство 7 кантиг.
Из 38 авторов «Песенника Ажуда»:
Галисийцы — 13 (из них национальность 2 авторов точно не выяснена)
Итальянцы — 1
Кастильцы — 3
Португальцы — 16 (из них национальность 2 авторов точно не выяснена)
Неизвестна национальность 2 авторов
Анонимы — 3.

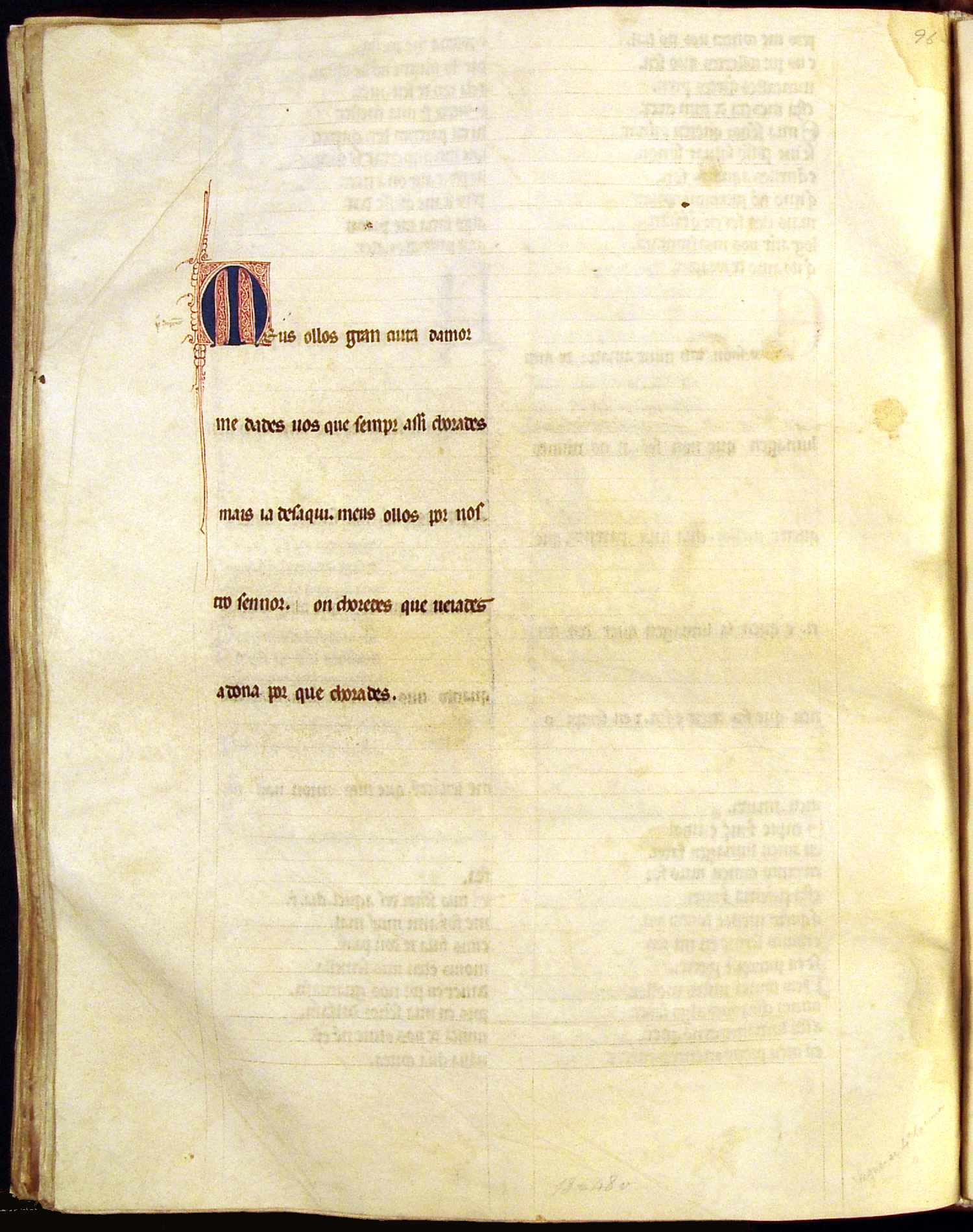
Фрагмент кантиги о любви Meus olhos, gram coita d'amor (A 39), «Песенник Ажуда», XIII век

Единственное имя автора было записано ревизором и адресовано корректору при составлении антологии. Эта едва различимая помета сделана рядом с инициалом первой строфы кантиги о любви Meus ollos gran cuita damor (A 39). В 2004 году португальский палеограф Сузана Тавареш Педру (Pedro, Susana Tavares) впервые обратила внимание исследователей на эту запись, расшифровав её как имя галисийского трубадура или сегрела Перо да Понте: p̊ dapõnt — Pero da Ponte. В настоящее время корректность такого прочтения разделяют другие специалисты. Возможно, ревизор обратил внимание корректора на то, что первая строфа кантиги записана в рубрике галисийского трубадура Пай Соареса де Тавейроса, хотя её автором, вероятнее всего, был Перо да Понте. По этой причине запись полного текста песни была прервана, а вопрос о её авторстве до сих пор остаётся открытым. В «Песеннике Национальной библиотеки» и в «Песеннике Ватикана» эта кантига отсутствует, сохранился только её фрагмент в «Песеннике Ажуда».
Описывая работу исследователей, Вашконселуш отметила, что в 1858 году бразильский исследователь Франсишку Адолфу де Варнхаген (Francisco Adolfo de Varnhagen) сравнил текст рукописи с копией «Ватиканского песенника» и определил, что авторство 8 кантиг о любви из «Песенника Ажуда» (228, 229, 230, 231, 232, 233, 234, 240) принадлежит португальскому трубадуру Жуану Гарсии де Гильяде. Но к настоящему времени выяснилось, что кантига А 240 написана не Гильяде.
Из авторов песенника не может не привлечь внимание итальянский трубадур Бонифаций Калво (Bonifaci Calvo), именуемый в сборниках Бонифацием из Генуи (Bonifaz de Génova). В Песеннике Ажуда записаны его 2 песни о любви на галисийско-португальском языке. Сохранились его 19 песен на провансальском языке. В одной песне (Un nou sirventes ses tardar/ voill al rei de Castela far) трубадур выступает как полиглот: текст написан на провансальском, галисийско-португальском и французском языках. Это сочинение Бонифация Калво не входит в «Песенник Ажуда».

## Издания
- Fragmentos de hum Cancioneiro inedito, que se acha na livraria do Real Collegio dos Nobres de Lisboa / Charles Stuart de Rothesay. — Paris: Paço de Sua Magestade Britanica, 1823. Impresso à custa de Carlos Stuart [Lord Stuart de Rothesay].
- Cancioneiro da Ajuda. Edição crítica e comentada (порт.) / Carolina Michaëlis de Vasconcelos. — Halle: Max Niemeyer, 1904. — Vol. 1.
- Cancioneiro da Ajuda. A Diplomatic Edition :  [порт.] / Henry H. Carter. — New York-London : Modern Language Association of America-Oxford University Press, 1941. — Vol. 1. Reprint, New York, Kraus Reprint Co., 1975. Lisboa. Imprensa Nacional — Casa da Moeda. 2007.
- Fragmento do Nobiliário do Conde Dom Pedro. Cancioneiro da Ajuda. Edição fac-similada do códice existente na Biblioteca da Ajuda, apresentação de M. C. de Matos, N. S. Pinheiro e F. G. Cunha Leão; estudos de J. V. de Pina Martins, M. A. Ramos e F.G. Cunha Leão. Lisboa. Edições Távola Redonda, Instituto Português do Património Arquitectónico e Arqueológico, Biblioteca da Ajuda. 1994.